# Kubeberpeppar

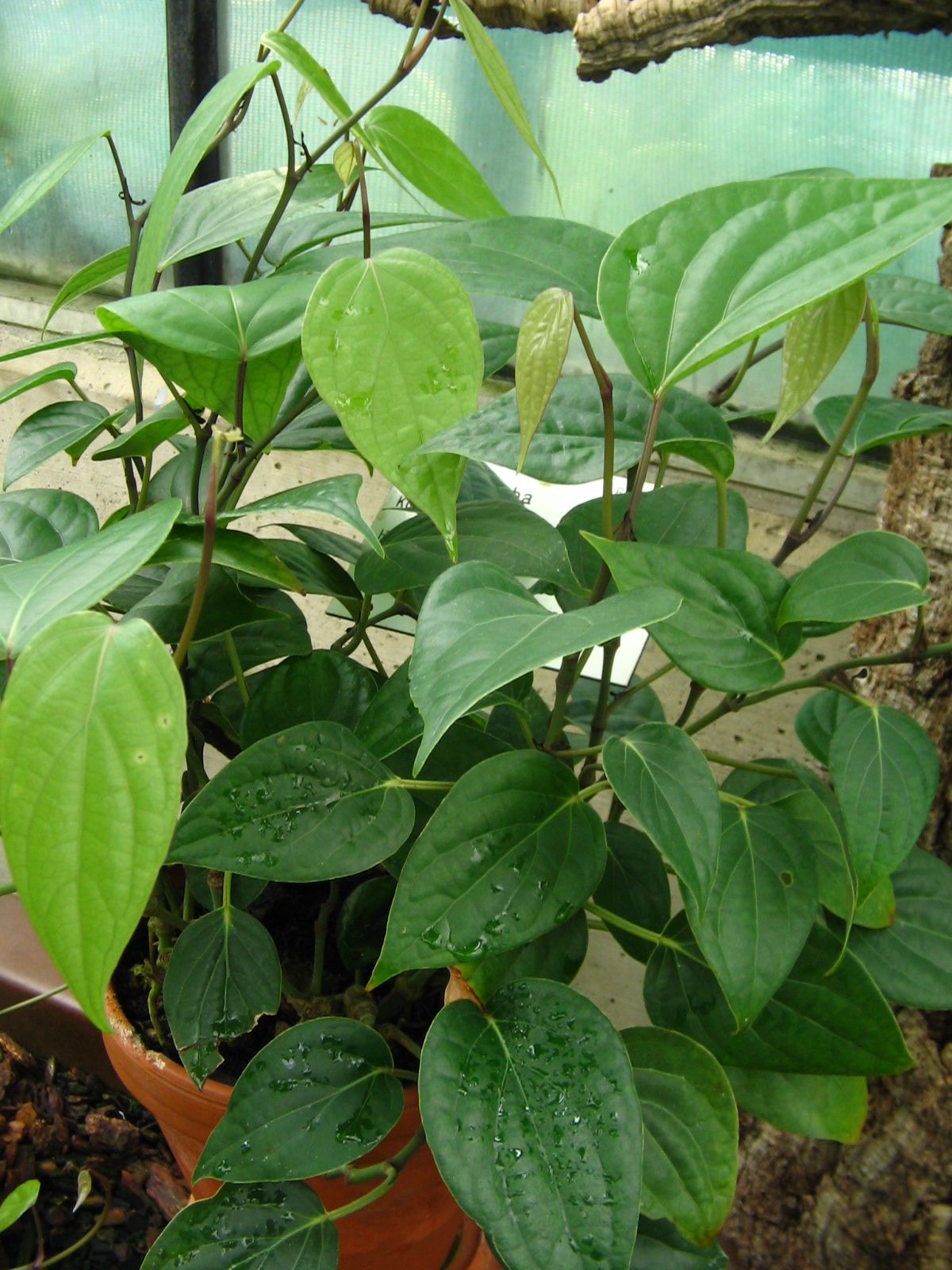
Piper cubeba

Kubeberpeppar (Piper cubeba, engelska Cubeb eller Tailed pepper) är en klättrande buske hemmahörande på Sumatra, Java och Borneo. Den i handeln förekommande substansen utgörs av dess torkade, knappt halvmogna frukter. 

## Egenskaper
Frukterna är runda, till färgen gråbruna – svartbruna och har en grov fruktyta med upphöjd nätådring. De har en kryddliknande doft och en skarp, bitter smak.
I frukten förekommer en flyktig olja, kubebin och kubebasyra, samt harts, fet olja och stärkelse. Det verksamma ämnet är kubebin, som utgörs av terpener, samt i äldre olja kubebakamfer.

## Användning
Inom medicinen har kubebin kommit till användning på grund av sin speciella inverkan på urinvägarnas slemhinnor.
Plantans frukter används även vid tillverkningen av ginmärket Bombay Sapphire.